# Hergisdorf
Hergisdorf is een gemeente in de Duitse deelstaat Saksen-Anhalt, en maakt deel uit van de Landkreis Mansfeld-Südharz.
Hergisdorf telt 1.551 inwoners. Hergisdorf wordt gedomineerd door bergen met puin die herinneren aan vroegere kopermijnen in de dagbouw.

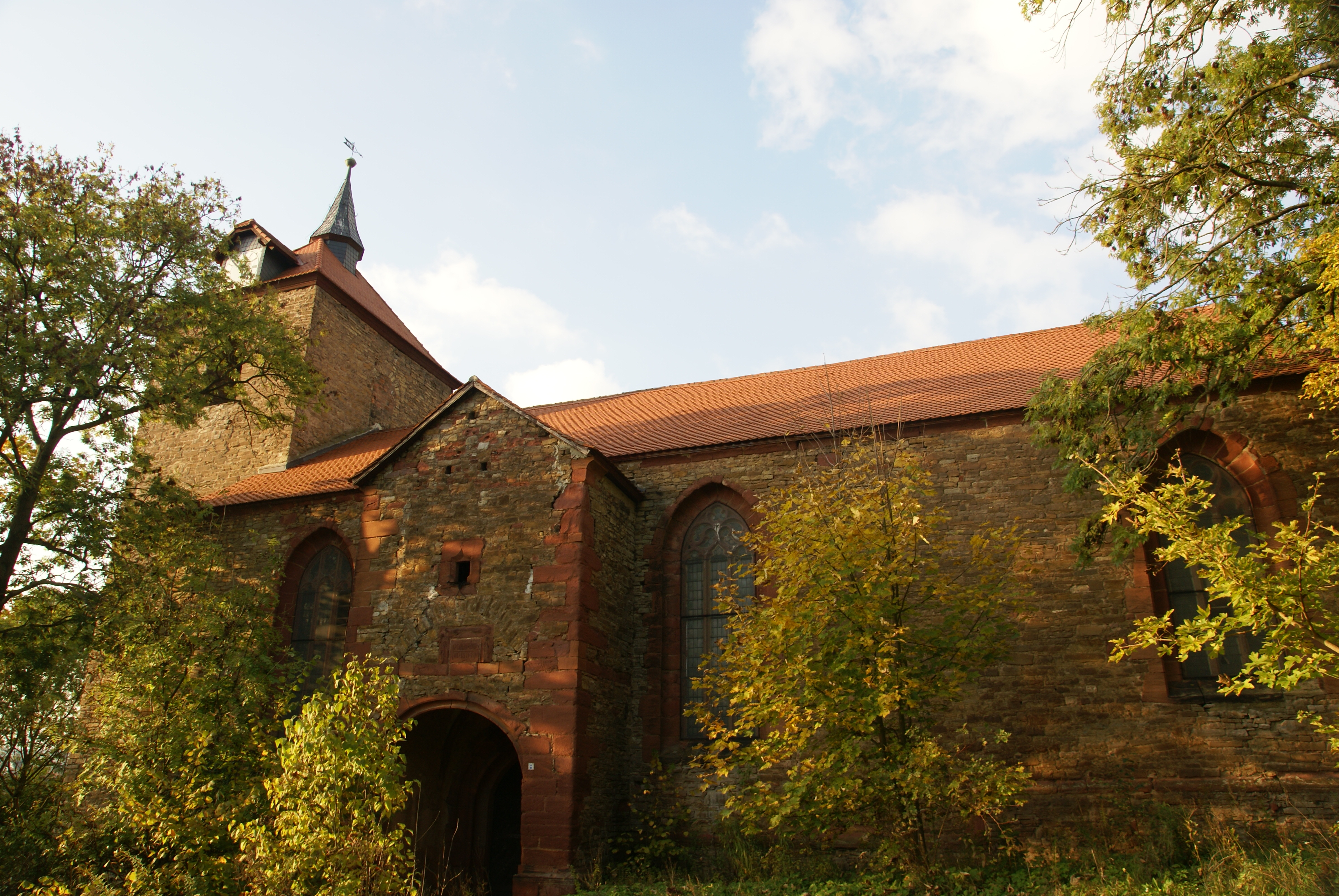
Lutherse kerk van Hergisdorf
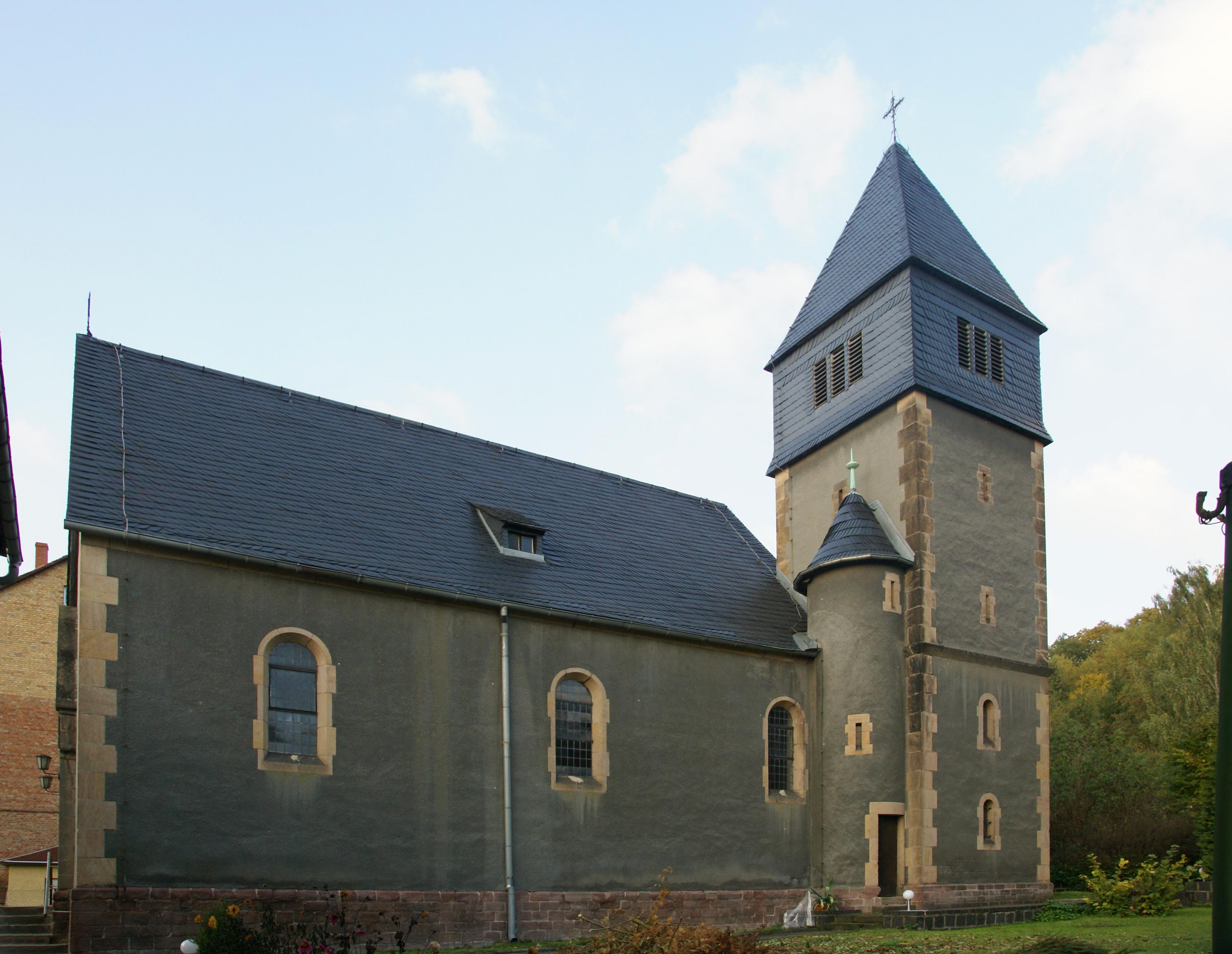
Rooms-katholieke kerk van Hergisdorf

## Sport en recreatie
Deze plaats is gelegen aan de Europese wandelroute E11, die loopt van Den Haag naar het oosten, op dit moment tot de grens Polen/Litouwen.
Ahlsdorf ·
Allstedt ·
Arnstein ·
Benndorf ·
Berga ·
Brücken-Hackpfüffel ·
Blankenheim ·
Bornstedt ·
Edersleben ·
Eisleben ·
Gerbstedt ·
Helbra ·
Hergisdorf ·
Hettstedt ·
Kelbra ·
Klostermansfeld ·
Mansfeld ·
Sangerhausen ·
Seegebiet Mansfelder Land ·
Südharz ·
Wallhausen ·
Wimmelburg